# De Gans (Ezumazijl)
De Gans (Fries: De Guos of De Goes) is een poldermolen nabij de Friese buurtschap Ezumazijl, die in de Nederlandse gemeente Noardeast-Fryslân ligt.

## Beschrijving
De Gans, een maalvaardige grondzeiler die ongeveer een kilometer ten zuidwesten van Ezumazijl aan de Zuider Ee staat, werd rond 1850 in opdracht van een plaatselijke boer gebouwd voor de bemaling van de Ganzenpolder. De molen verloor zijn functie in 1962 na de ruilverkaveling van dit gebied. Drie jaar later werd De Gans aangekocht door de voormalige gemeente Oost-Dongeradeel, die hem in 1970 liet restaureren. Daarbij verdween de zelfzwichting, die de molen oorspronkelijk op beide roeden had. In 1988 werd De Gans van een nieuwe gietijzeren as voorzien. De molen, inmiddels eigendom van de Stichting Monumentenbehoud Dongeradeel, is niet te bezichtigen.